# Lousang Kisher
Lousang Kisher is een compositie van Alan Hovhaness voor piano solo. De rechterhand speelt een portato melodie terwijl de linkerhand de tegenmelodie speelt, die in een ritmevoerende haast percussieachtige wijze wordt uitgevoerd. Het werk is geschreven in diverse kerktoonladdersystemen.

## Discografie
- Uitgave Koch International: Marvin Rosen met andere pianowerken.